# يفغيني ياشينكو
يفغيني ياشينكو (بالروسية: Ятченко, Евгений Иванович)‏ هو لاعب كرة قدم روسي في مركزي الهجوم والدفاع، ولد في 25 أغسطس 1986 في موسكو في روسيا. لعب مع أورال يكاترينبورغ ودينامو موسكو وشينيك ياروسلافل وموردوفيا سارانسك.